# Gladiolus hollandii
Gladiolus hollandii är en irisväxtart som beskrevs av Harriet Margaret Louisa Bolus. Gladiolus hollandii ingår i släktet sabelliljor, och familjen irisväxter. Inga underarter finns listade i Catalogue of Life.